# Made in France

Bandiera francese

Made in France (talvolta riportato in lingua francese: Fabriqué en France) è un marchio di merchandise in lingua inglese che indica l'origine di produzione di un prodotto creato in Francia.
Fu il ministro dell'agricoltura Arnaud Montebourg ad attuare una massiccia campagna per la salvaguardia del Made in France.

## Made in France in politica
Politici francesi hanno sostenuto il Made in France nelle loro campagne politiche negli anni. Georges Marchais, candidato del Parti Communiste nel 1981, fece del “Produisons Français” il suo slogan. Altro membro del Parti Communiste, Pierre Juquin, pubblicò un libro dal titolo Produire Français : Le grand défi nel 1983. 
Il tema dell'origine del prodotto francese venne ripreso negli anni'90 dal Front National, come da François Bayrou per le elezioni presidenziali in Francia del 2012. Arnaud Montebourg fece del « made in France » il suo cavallo di battaglia quando fu ministro.

## Made in France nei media
Nel 2012, Nathalie Schraen-Guirma presentò un programma intitolato "Made in France" su "Midi en France" France 3 alle h10:50 e su TV5 Monde. Vennero messi in luce più di 400 artigiani e imprese delle 22 regioni metropolitane. Nathalie Schraen-Guirma ha egualmente lanciato un blog "Nathalie & les ambassadeurs du Made in France" dove sono presentate le imprese Made in France.
Il 19 marzo 2014, Canal+ ha diffuso un documentario intitolato "Made in France, l'année où j'ai vécu 100% Français ", di Benjamin Carle giornalista di 25 anni che ha deciso di vivere per un anno 100% Made in France". Egli ha egualmente scritto un libro edito nel 2015 intitolato "Mon année Made in France".
Sul TV5 Monde venne trasmessa "Tendances XXI", magazine sul savoir-faire francese..